# Joseph Van Beeck
Pour les articles homonymes, voir Van Beeck.
Josephus Egidius Van Beeck, dit Joseph Van Beeck ou Jos Van Beeck, né le 18 février 1911 et mort le 8 février 1998, est un footballeur international belge.
Attaquant débutant au Royal Antwerp FC, il joue son premier match en équipe première le 29 avril 1928 âgé de 17 ans. Il marque 92 buts en 166 matches de championnat et remporte le Championnat de Belgique en 1929 et 1931. 
Il inscrit 7 buts en  16 matches avec l'équipe nationale belge.

## Palmarès
- International belge A de 1930 à 1935 (16 sélections et 7 buts marqués)
- première sélection: le 17 décembre 1930, Belgique-France, 2-2
- Champion de Belgique en 1929 et 1931  avec le Royal Antwerp FC
- Meilleur buteur du Championnat de Belgique en 1931 (avec 21 buts)